# キンダー・スカウト

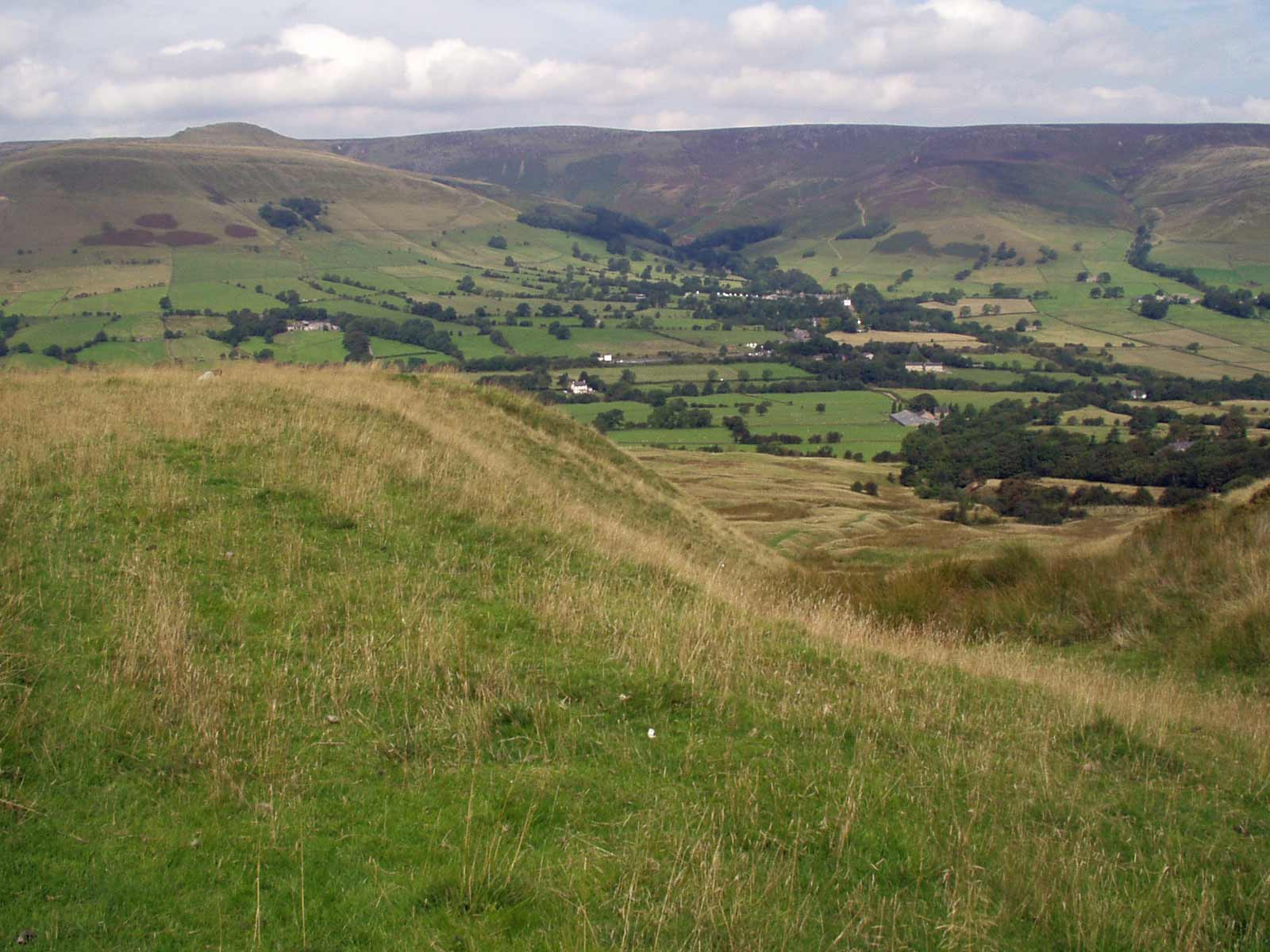
南から見た高原

キンダー・スカウト (Kinder Scout) は、イングランドのダービーシャーピーク・ディストリクトのダーク・ピークにあるムーアの高原であり、国立自然保護区である。海抜は636メートルで、 ピーク・ディストリクトの最高地点でありイースト・ミッドランズの最高地点である。このサミットは、単にピークと呼ばれることもある。気象条件がよいときは、マンチェスターの街と大マンチェスター大都市圏が西の端から見え、ボルトンの近くのウィンター ヒルや北ウェールズのスノードニアの山々も見ることができる。
スネーク・パスの北に、ほぼ同じ標高のブリークローとブラック・ヒルの高層湿原がある。
キンダー・スカウトは、2005年にBBCのテレビ番組「Seven Natural Wonders」で、ミッドランドの不思議の 1 つとして取り上げられた。しかし、多くの人はマンチェスターとシェフィールドの都市の間に位置する北イングランドにあると考えている。石炭紀のイギリスでのサブステージであるキンダース・カウティアンは、キンダー・スカウトにちなんで名付けられた。

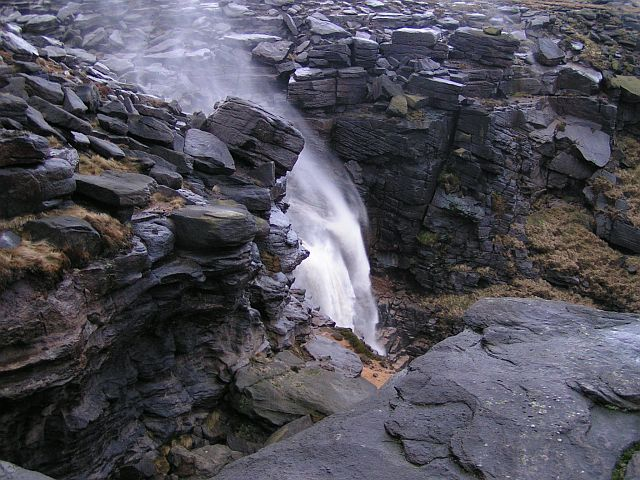
キンダー滝

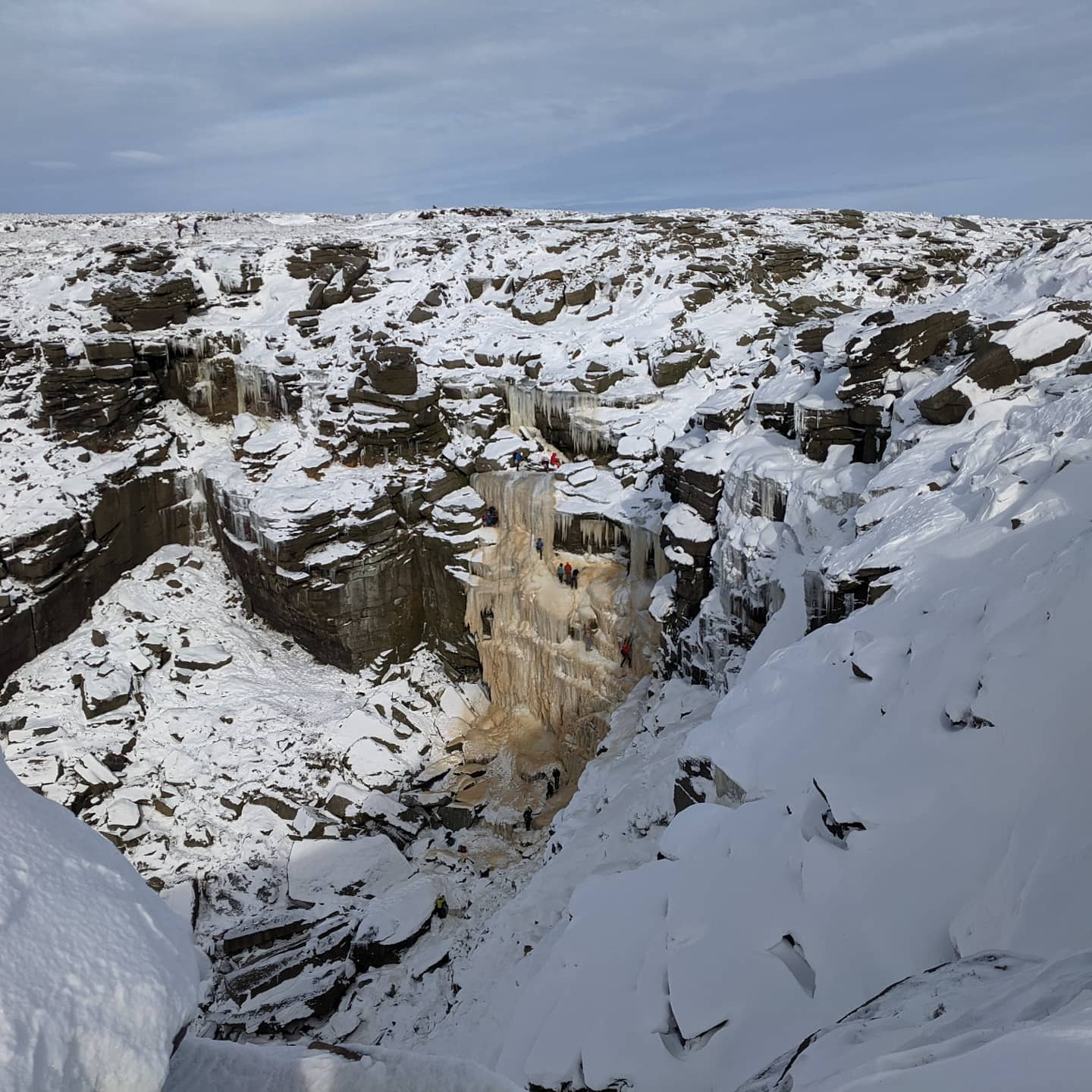
凍結したキンダー滝